# Grand Prix E3 1980
La 23e édition du Grand Prix E3 a eu lieu le 22 mars 1980. La course est remportée par le Néerlandais Jan Raas (TI-Raleigh-Creda) qui a parcouru les 226 kilomètres en 5 h 17. Il est suivi dans le même temps par l'Irlandais Sean Kelly (Splendor-Admiral) et par le Belge Rik Van Linden (DAF Trucks-Lejeune).

## Équipes
| Équipes professionnelles (7)- TI-Raleigh-Creda - Splendor-Admiral - Safir-Ludo - Vermeer-Thijs-Mini-Flat - HB Alarmsystemen - DAF Trucks-Lejeune - IJsboerke-Warncke Eis |
| |

## Classement final
Ce Grand Prix E3 est remporté par le Néerlandais Jan Raas (TI-Raleigh-Creda). Il est suivi par l'Irlandais Sean Kelly (Splendor-Admiral) et par le Belge Rik Van Linden (DAF Trucks-Lejeune).
| \| Classement général \| Classement général \| Classement général \| Classement général \| Classement général \| \| Coureur \| Coureur \| Pays \| Équipe \| Temps \| \| ------------------ \| ------------------ \| ------------------ \| ----------------------- \| ------------------ \| \| 1er \| Jan Raas[2] \| Pays-Bas \| TI-Raleigh-Creda \| 5 h 17 min 00 s \| \| 2e \| Sean Kelly \| Irlande \| Splendor-Admiral \| + 0 s \| \| 3e \| Rik Van Linden \| Belgique \| DAF Trucks-Lejeune \| + 0 s \| \| 4e \| Benny Schepmans \| Belgique \| Safir-Ludo \| + 0 s \| \| 5e \| Walter Planckaert \| Belgique \| Vermeer-Thijs-Mini-Flat \| + 0 s \| \| 6e \| Johan van der Meer \| Pays-Bas \| HB Alarmsystemen \| + 0 s \| \| 7e \| Hennie Stamsnijder \| Pays-Bas \| DAF Trucks-Lejeune \| + 0 s \| \| 8e \| Etienne De Wilde \| Belgique \| Splendor-Admiral \| + 0 s \| \| 9e \| Frans Van Looy \| Belgique \| Vermeer-Thijs-Mini-Flat \| + 0 s \| \| 10e \| Rudy Pevenage \| Belgique \| IJsboerke-Warncke Eis \| + 0 s \| |                    |          |                         |                 |
| |                    |          |                         |                 |
| Sources : ProCyclingStats Cycling Archives |                    |          |                         |                 |
| Classement général |                    |          |                         |                 |
| Coureur | Coureur            | Pays     | Équipe                  | Temps           |
| 1er | Jan Raas           | Pays-Bas | TI-Raleigh-Creda        | 5 h 17 min 00 s |
| 2e | Sean Kelly         | Irlande  | Splendor-Admiral        | + 0 s           |
| 3e | Rik Van Linden     | Belgique | DAF Trucks-Lejeune      | + 0 s           |
| 4e | Benny Schepmans    | Belgique | Safir-Ludo              | + 0 s           |
| 5e | Walter Planckaert  | Belgique | Vermeer-Thijs-Mini-Flat | + 0 s           |
| 6e | Johan van der Meer | Pays-Bas | HB Alarmsystemen        | + 0 s           |
| 7e | Hennie Stamsnijder | Pays-Bas | DAF Trucks-Lejeune      | + 0 s           |
| 8e | Etienne De Wilde   | Belgique | Splendor-Admiral        | + 0 s           |
| 9e | Frans Van Looy     | Belgique | Vermeer-Thijs-Mini-Flat | + 0 s           |
| 10e | Rudy Pevenage      | Belgique | IJsboerke-Warncke Eis   | + 0 s           |